# Trybunał Skarbowy Koronny
Trybunał Skarbowy Koronny (łac. Iudicium Generale Tribunalis Regni Causarum Fisci) – najwyższa izba obrachunkowa Królestwa Polski, mająca uprawnienia sądu skarbowego. Pełniła też funkcję współczesnej Prokuratorii Generalnej.

## Historia
Trybunał Skarbowy Koronny został powołany został przez Sejm w 1613 roku jako komisja sejmowa, tzw. komisja radomska. Powstał z przekształcenia Komisji Skarbowej, powołanej przez Sejm w 1591 roku dla kontrolowania wydatków ze skarbu publicznego.
Odbywał posiedzenia co roku przez 6 tygodni. Na jego czele stał marszałek, którym zostawał wybierany przez sędziów alternatą senator świecki lub przedstawiciel stanu rycerskiego oraz prezydent, którym był biskup katolicki. Członkami Trybunału Skarbowego Koronnego byli senatorowie wyznaczeni przez króla, 30 komisarzy wybranych na sejmikach gospodarczych, 2 komisarzy od wojska autoramentu narodowego i 1 komisarz od wojska autoramentu cudzoziemskiego.
Od 1667 roku w jego obradach uczestniczyli deputaci szlacheccy, wybierani przez sejmiki relacyjne. W 1717 roku, uzupełniona o deputatów wojskowych, komisja została przekształcona w stały organ trybunalski. Trybunały Skarbowe sprawowały nadzór nad finansowaniem wojska. Do ich zadań należało kontrolowanie regularności wypłat pieniędzy wojsku, rozsądzanie spraw zaległych świadczeń oraz sporów między podatnikami a armią. Trybunały powołane uchwałami Sejmu niemego na dwa lata, stały się organami stałymi, corocznie obradującymi przez 6 tygodni. Stałość Trybunałów usankcjonowały konstytucje sejmowe z 1726 i 1736 roku, a istniały do 1764 roku, kiedy to ich zadania przejęły komisje skarbowe.

## Kompetencje
Zajmował się kontrolą wydatków i przychodów skarbu publicznego. Przeprowadzał audyt rachunków państwa. Kontrolował podskarbich i urzędników skarbowych. Sprawował sądownictwo, rozpatrując skargi na poborców i dzierżawców dochodów oraz spory dotyczące dochodów i wydatków skarbu królewskiego. Od drugiej połowy XVII wieku rozpatrywał sprawy wojskowe np. skargi za zaległy żołd.

## Literatura
- Sebastian Piątkowski, „Radom – zarys dziejów miasta”, Radom 2000, ISBN 83-914912-0-X.